# هاتنهوفن (بادن-وورتمبرگ)
هاتنهوفن (به آلمانی: Hattenhofen) یک شهر در آلمان است که در گوپینگن واقع شده‌است.